# Monasterio de Haghpat
El monasterio de Haghpat, también conocido como Haghpatavank ("Հաղպատավանք" en armenio), es un complejo monástico armenio medieval en Haghpat, Armenia.
Descrita como una «obra maestra de la arquitectura religiosa y un centro principal del aprendizaje en la Edad Media», esta venerable institución de la Iglesia apostólica armenia fue incluida en la lista del Patrimonio de la Humanidad de la Unesco en el año 1996.
El monasterio fue fundado en el siglo X a instancias de la reina Khosrovanush, esposa de Ashot III. El cercano monasterio de Sanahin fue construido alrededor de la misma época.

Los monasterios de Haghpat y Sanahin fueron elegidos por la Unesco como lugares Patrimonio de la Humanidad debido a que:

Los dos complejos monásticos representan el más alto florecimiento de la arquitectura religiosa armenia, cuyo estilo único se desarrolló a partir de una mezcla de elementos de arquitectura eclesiástica bizantina y la tradicional arquitectura tradicional de la región del Cáucaso.

La ubicación del monasterio de Haghpat fue elegido de manera que 

mirase por encima del río Debed en la región de Lori en Armenia septentrional. Fue construido, no sobre un pico, sino a medio camino en la ladera, en un sitio elegido para permitir protección y ocultamiento de ojos curiosos y también en respuesta a cierta humildad monástica. Está construido en un verdeante promontorio ubicado en el medio de un circo montañoso, que a menudo está cubierto de nubes. Un pico en el lado opuesto del río alcanza los 2.500 metros de alto. Los monasterios de Armenia septentrional no están aislados, a diferencia de su contrapunto en las regiones áridas del país. Fueron construidos en el entorno de una vida. Haghpat, por ejemplo, está rodeado por muchas aldeas.

La iglesia de Santa Cruz (Surp Nshan) es el edificio más antiguo que queda de Haghpat. Se empezó en 966-67 y fue más tarde ampliada y embellecida bajo la dirección de Trdat el Arquitecto. Es rectangular con una cúpula central sobre cuatro pilares enormes. En el ábside sobrevive un fresco de Cristo Pantocrátor. En la fachada oriental se encuentran dos brillantes ejemplos de escultura: los bajorrelieves de los reyes Sembat y Gagik que sostienen la maqueta de una iglesia. Como todas las iglesias armenias, al oeste tiene adosado un gavit (nártex), el cual fue añadido en el siglo XIII por la princesa Mariam. Al norte cuenta con otro gavit conocido como «Casa Hamazasp» por su fundador el abad Hamazasp, que fue construido en 1257.
Cerca de la entrada está la pequeña iglesia con cúpula de Surp Grigor (San Gregorio) de 1005. 
En 1245, se construyó un campanario de tres pisos de alto exento. Otras adiciones del siglo XIII incluyen la capilla de Surp Astvatsatsin (Madre de Dios), el scriptorium, y un gran refectorio del XIII que está adosado al muro del complejo monástico.
Hay también una serie de espléndidos jachkares (cruces de piedra) de los siglos XI-XIII en el terreno del monasterio, el más conocido de entre ellos es un jachkar de tipo «Amenaprkich» (Salvador), en pie desde 1273.
El monasterio ha sido dañado muchas veces. Hacia 1130, un terremoto destruyó partes del monasterio de Haghpat y no fue restaurado hasta cincuenta años después. También sufrió numerosos ataques por fuerzas armadas en los muchos siglos de su existencia y de un gran terremoto en 1988. A pesar de ello, gran parte del complejo aún está intacto hoy sin alteraciones sustanciales.
Hoy la región es un lugar de turismo cada vez más popular.

## Galería de imágenes

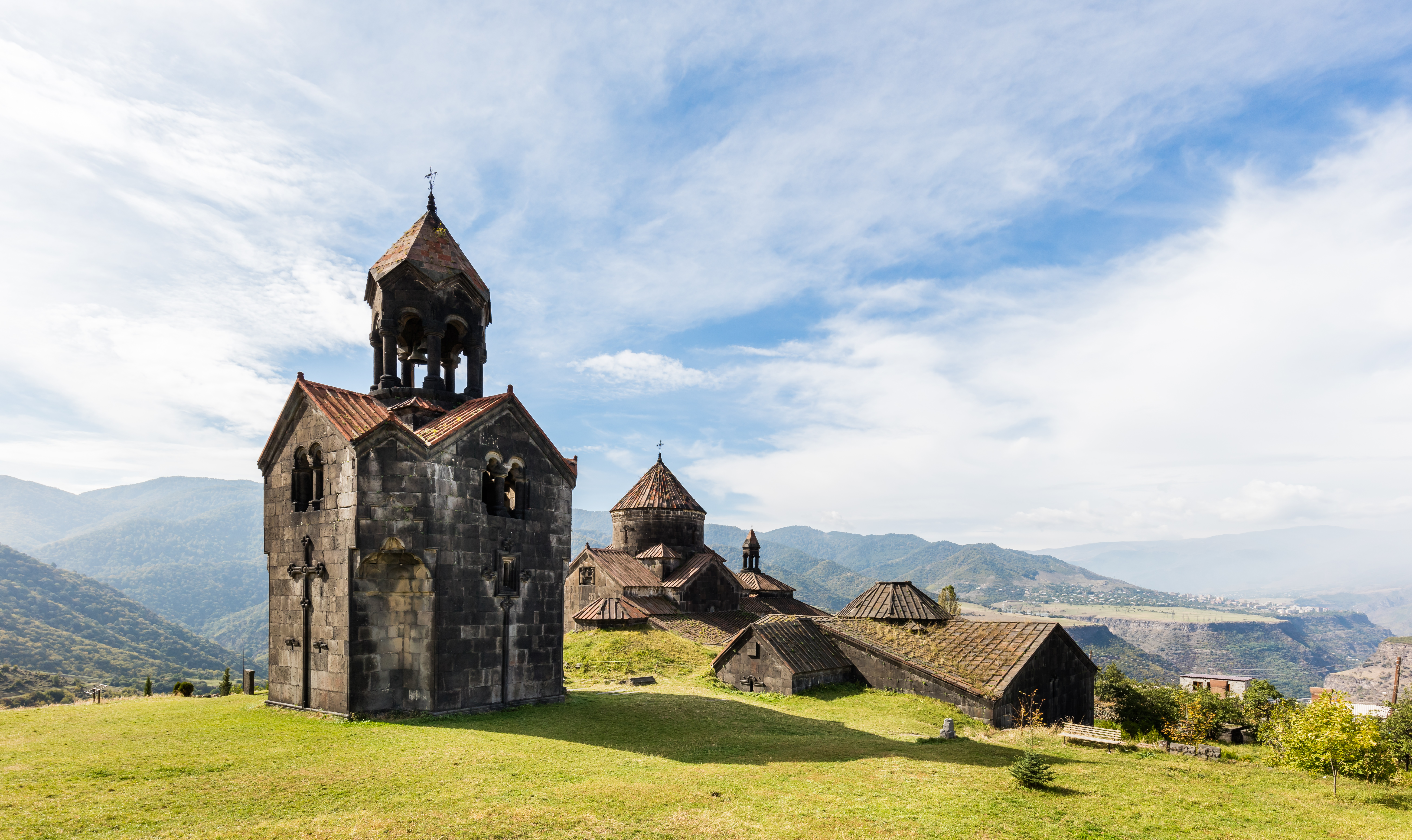
Vista del campanario y la iglesia de Surp Nshan.
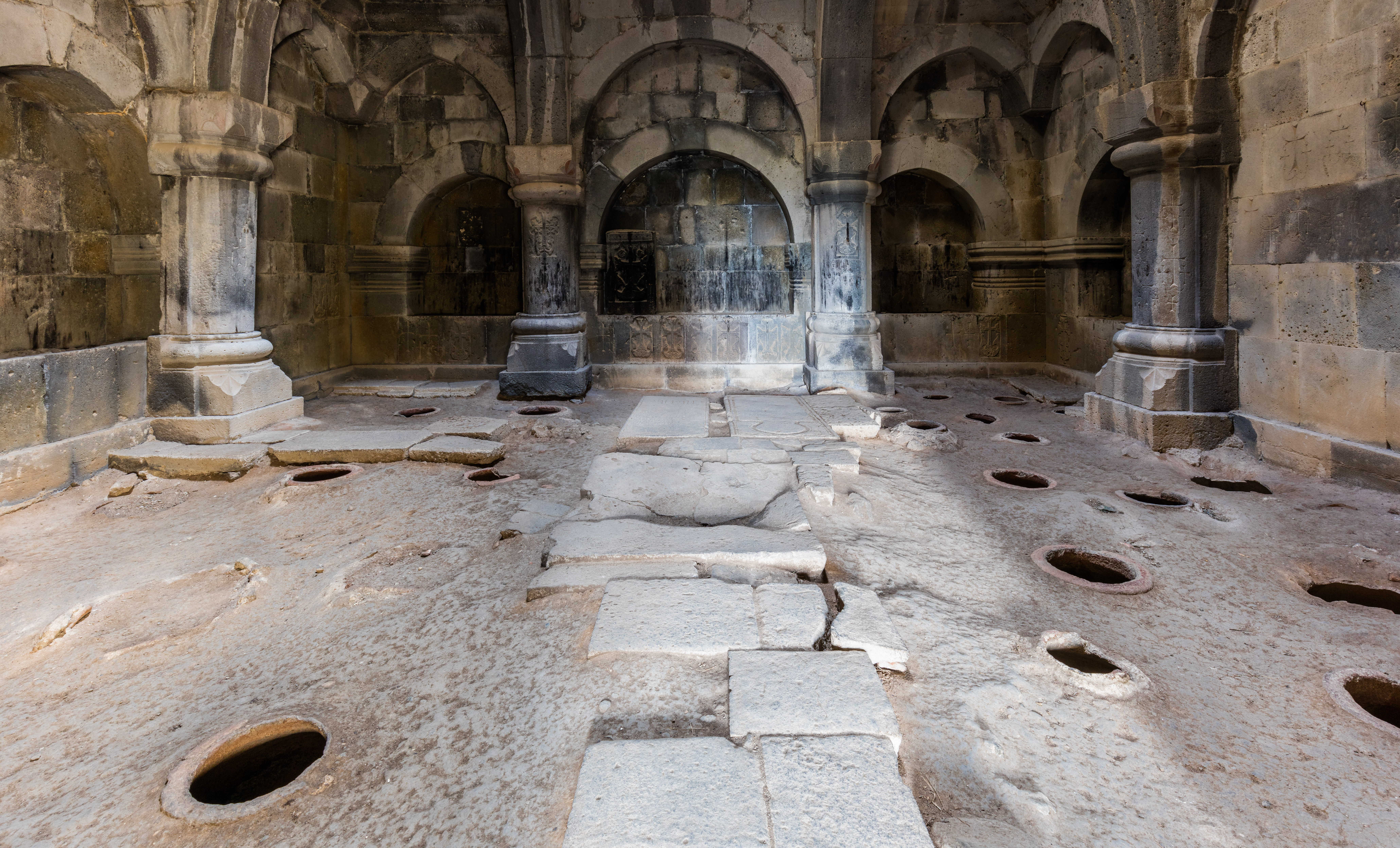
Scriptorium.
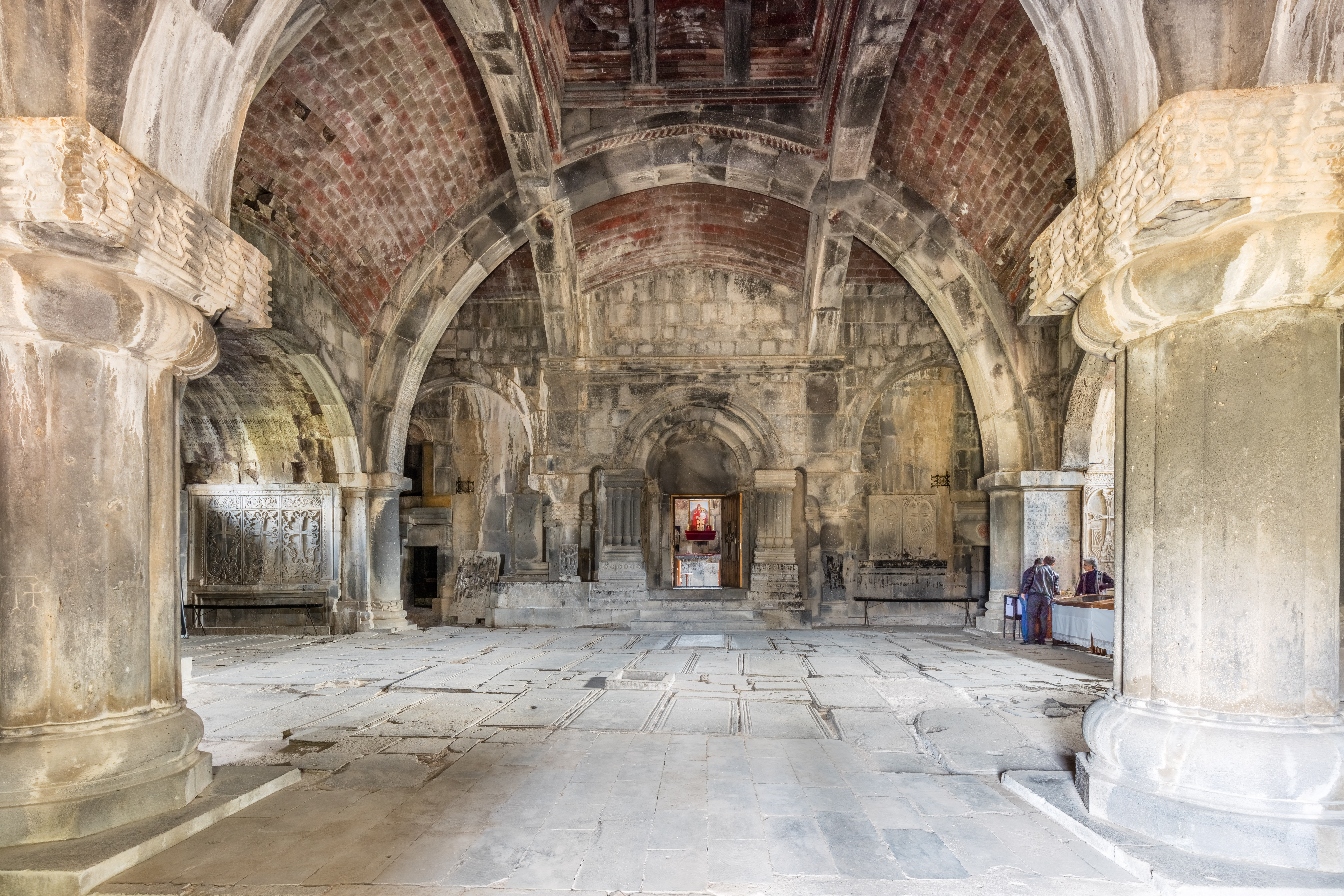
Vista interior.
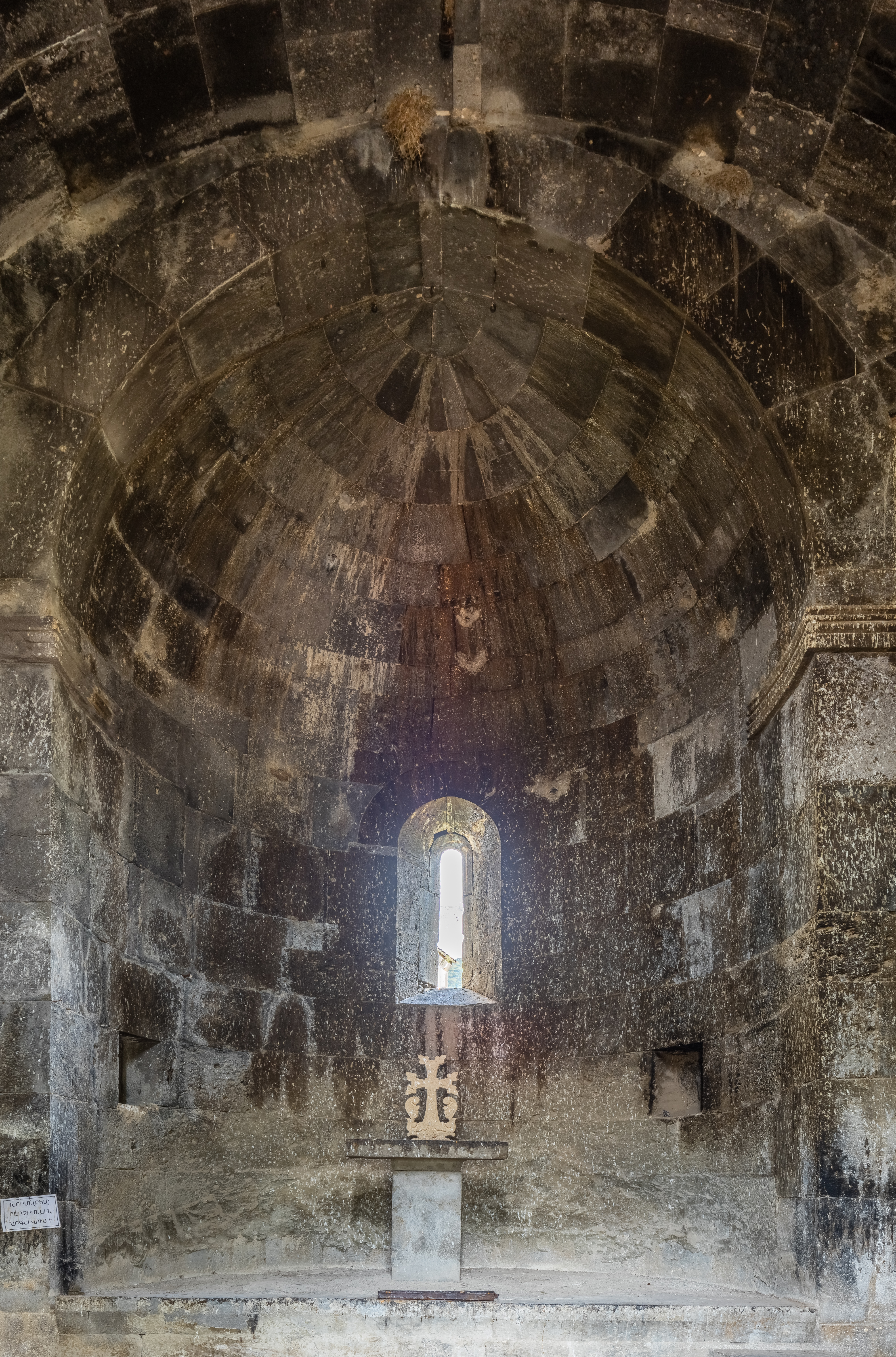
Capilla.
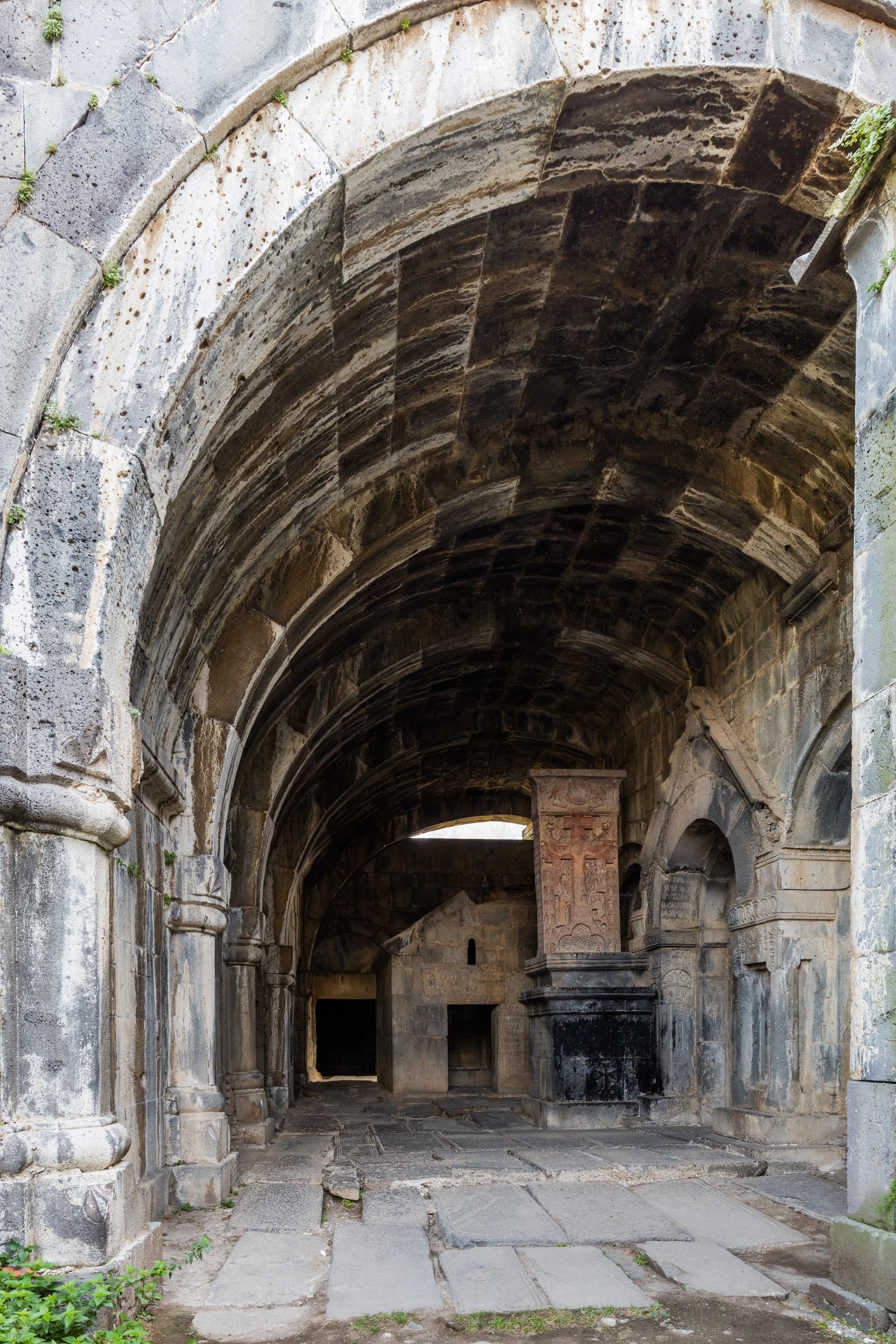
Pasillo.